# René Leegte
René Willums (René) Leegte ('s-Gravenhage, 8 juli 1968) is een Nederlands voormalig politicus namens de Volkspartij voor Vrijheid en Democratie.
Na de toetreding van enkele VVD-Tweede Kamerleden tot het kabinet-Rutte I werd Leegte op 26 oktober 2010 beëdigd als lid van de Tweede Kamer der Staten-Generaal. Hij was in de Kamer fractiewoordvoerder energie, milieu en internationale handel, bij uitstek zijn expertise, aangezien hij jarenlang lobbyist was geweest voor de olie-industrie.
Voor de Tweede Kamer was hij in 2014 rapporteur democratische legitimiteit en hij schreef in het rapport 'Voorop in Europa' hoe nationale parlementen in de EU beter kunnen samenwerken. Op 24 maart 2015 maakte hij bekend op te stappen vanwege het niet registreren van een nevenfunctie die raakte aan zijn portefeuille. Leegte wilde een business case opzetten om in Zaatari refugee camp in Jordanië kruiden en voedsel te verbouwen om zodoende geld te verdienen en vluchtelingen perspectief te bieden.
In 2011 kwam hij in het nieuws toen hij melding maakte het KNMI te willen verzelfstandigen omdat het weerinstituut partijdig zou zijn en de overheid 60 miljoen per jaar kostte. Volgens hem was 20% van de wetenschappers aldaar 'partijdig' omdat het gegevens uitwisselde met het klimaatbureau van de Verenigde Naties, het IPCC, en zich zou 'blindstaren' op CO2 als opwarmer van de Aarde. Het werk van het KNMI zou volgens hem beter kunnen worden aanbesteed.
Leegte stelt onder andere dat reductie van CO2 overgelaten moet worden aan de markt, en is voorstander van kernenergie en het vrijhandelsverdrag met de Verenigde Staten, TTIP.

## Politieke carrière
Van 1994 tot mei 1998 was Leegte persoonlijk secretaris van Frits Bolkestein. Van 2002 tot 2007 was Leegte binnen de VVD voorzitter van de partijcommissie Milieu en Duurzaamheid. In 2010 deed Leegte mee aan de Tweede Kamerverkiezingen met de humoristische leuze "Kies voor inhoud, stem Leegte". Vanaf 2010 was hij namens de VVD lid van de Tweede Kamer. In januari 2015 raakte hij in opspraak door een telefoongesprek dat hij in de trein voerde na afloop van een bijeenkomst over gaswinning in Groningen. Hij besprak met een partijgenoot de oproep van PvdA-kamerlid Jan Vos in het NOS 8-uur journaal voor het verlagen van de gasproductie. Leegte wilde meer onderzoek en noemde een verlaging van de gasproductie symboolpolitiek.
Een meeluisterende reisgenoot plaatste een weergave van het gesprek op Twitter, waarna Leegte veel kritiek te verduren kreeg, zowel van binnen als buiten zijn eigen partij.
Op 24 maart 2015 trad Leegte terug als lid van de Tweede Kamer. Naar eigen zeggen was hij onzorgvuldig geweest door een jaar lang een betaalde nevenfunctie te vervullen bij een organisatie die actief is op gebieden die zijn portefeuille raakten. Leegte had verzuimd de functie tijdig te laten registreren en ook werden de neveninkomsten verkregen uit deze functie niet direct door hem gemeld.
 Zijn afscheidsbrief begon hij met de zin: "Mevrouw de voorzitter, ik had u willen bellen, maar ik zat niet in de trein."

## PR
Van juli 2004 tot september 2010 was Leegte directeur-eigenaar, en adviseur public affairs en corporate communication, bij EPPA (tot 2009 'Publieke Zaken') te Den Haag. Binnen deze functie was hij adviseur voor verschillende bedrijven, waaronder Vereniging Vloeibaar Gas, Argos Oil, BK-Gas en E-Mission Low BV.
Van 2002 tot 2006 was Leegte werkzaam bij advies- en ingenieursbureau DHV. Hij werkte voor de Business unit milieu en duurzaamheid. Aansluitend was hij tussen 2006 en 2007 Chief Commercial Officer voor AgroFair.
Na zijn vertrek uit de Kamer maakte hij in 2015 een doorstart met zijn bedrijf Publieke Zaken.